# Londyńskie marzenie
Londyńskie marzenie (oryg. London Dreams) – bollywoodzki dramat muzyczny z 2009 roku w reżyserii Vipula Amrutlala Shaha. W rolach głównych wystąpili Ajay Devgan, Salman Khan i Asin. Muzykę do filmu stworzylo trio Shankar-Ehsaan-Loy, a teksty piosenek Prasoon Joshi. Trójkąt miłosny jest częstym motywem bollywoodzkich filmów. Wystarczy wspomnieć o innym filmie, w którym Ajay i Salman też występują razem – Hum Dil De Chuke Sanam. Tu dodatkowo – pragnienie zniszczenia przyjaciela, który okazuje się lepszy od bohatera.
Film ma odniesienia do sztuki Petera Shaffera z 1979 roku, Amadeusz, pokazującej życie dwóch muzyków Mozarta i Salieriego.

## Fabuła
Arjun i Manu to dwóch chłopców z wioski pendżabskiej. Łączy ich przyjaźń. Zamknięty w sobie, oddany muzyce Arjun gorączkowo pragnie stać się bożyszczem tłumów. Żarliwie błaga o to Boga, a ten wysłuchuje jego prośby. Chłopcu udaje się przeciwstawiwszy się woli rodziców samotnie w Londynie dzień po dniu, rok po roku przybliżyć się do spełnienia swoich marzeń. Nawet gdy ma jego drodze pojawi się dziewczyna (Asin), Arjun (Ajay Devgan) nie pozwoli sobie na to, by miłość odwróciła jego uwagę od postawionego sobie celu. Obiecuje sobie wyznać miłość Priyi dopiero osiągnąwszy szczyt sławy. Jego życie zmienia się jednak, gdy Arjun sprowadza do Londynu swojego przyjaciela z dzieciństwa. Mannu (Salman Khan), żywiołowy, lekkomyślny, zaraża wszystkich radością życia. Włączywszy się do stworzonego przez Ajaya zespołu London Dreams nie tylko na koncertach zabiera mu poklask tłumu, ale i pozyskuje serce jego ukochanej Priyi.

## Obsada
- Salman Khan jako Mannu
- Ajay Devgan jako Arjun
- Asin Thottumkal jako Priya
- Rannvijay Singh jako Zoheb
- Aditya Roy Kapoor jako Wasim
- Brinda Parekh
- Om Puri jako wuj Arjuna

## Ciekawostki
- Pierwotnie planowano ten film z udziałem Shah Rukh Khana i Aamira Khana, z aktorek zamierzano zatrudnić Priyankę Choprę i Rani Mukherjee.

## Piosenki
- Shola Shola
- Look at Me Cause I’m Free
- Khanabadosh
- Tere Aaane Se Dil Ko (Salman – scena z 4 rodzajami przedstawienia jednej piosenki)
- Tapkey Masti
- Tapkay Masti (Salman)
- Barson Yaaron (Chalisa Hanuman)
- Jash Hai Jeet Ka
- Yaara Yari Bina Hai (Salman i Ajay w Pendżabie – przyjaciele)
- Manko Aati Bhavay
- Khwab Jo (Salman i Ajay w Pendżabie – przyjaciele)